# Goca Božinovska
Gordana "Goca" Božinovska (serbisk kyrilliska: Гордана "Гоца" Божиновска), född 16 januari 1965, är en serbisk pop-folksångerska.

## Biografi
Goca Božinovska föddes på ett tåg mellan Kraljevo och Čačak, och växte upp med sin familj i byn Samaila i hjärtat av Šumadija.
Goca Božinovska gifte sig med Zoran Šijan, som var ledare för Surčinklanen och som mördades år 1999. Hon bosatte sig i Surčin i Belgrad.

## Diskografi
- 1984 - Ti mi beše od zlata jabuka
- 1987 - Ne idi
- 1989 - Nemoj me folirati
- 1997 - Još sam jaka
- 1998 - Okovi
- 2000 - Opomena
- 2002 - Put pod noge
- 2003 - U najboljim godinama